# Vardar
Vardar (în greacă Αξιός, transliterat: Axios) este un râu în Macedonia de Nord și Grecia. Are o lungime de 388 km și drenează o zonă cu suprafața de 25.000 km2.

Râul izvorăște la Vrutok, la câțiva kilometri nord de Gostivar, în Republica Macedonia de Nord. Trece prin Gostivar, Skopje, Veles și trece granița elenă la est de localitatea Gevgelija. După ce trece pe la vest de Polikastro și est de Axioupoli (nume care se traduce din greacă Orașul de pe Axios) și străbate Porțile de Fier ale Macedoniei de Nord în dreptul localității Demir Kapija, se varsă în Marea Egee la vest de Salonic, oraș localizat în regiunea Macedonia din nordul Greciei.
Bazinul hidrografic al Vardarului include două treimi din teritoriul Republicii Macedonia de Nord. Zona este uneori numită Macedonia Vardarului, după numele râului, pentru a o deosebi de Macedonia Egee din Grecia și Macedonia Pirinului din Bulgaria. Drumul european E75 urmărește valea Vardarului pe aproape toată lungimea sa, până la Skopje.

## Vezi și
- Banovina Vardar